# Carlo d'Asburgo-Teschen
Carlo Ludovico Giovanni Giuseppe Lorenzo d'Asburgo, nato Carlo d'Asburgo-Lorena, arciduca d'Austria e duca di Teschen, noto anche semplicemente col nome di Arciduca Carlo o Principe Carlo (perché principe del Sacro Romano Impero) (Firenze, 5 settembre 1771 – Vienna, 30 aprile 1847), è stato un feldmaresciallo, scrittore e teorico militare austriaco.
Rinomato comandante militare nel periodo compreso tra la Rivoluzione francese e le guerre napoleoniche, fu uno dei principali generali austriaci che si opposero ai francesi di Napoleone nel corso di quattro guerre. Divenne particolarmente noto anche per aver condotto una capillare opera di riforma dell'esercito austriaco dopo il crollo del Sacro Romano Impero.
Fine e competente stratega, alcuni storici l'hanno definito "il duca di Wellington austriaco" per il suo conservatorismo, per le precauzioni sul campo di battaglia e per la sua competenza militare. Carlo fu però in questo una continua contraddizione: a livello pratico fu in netto contrasto coi propri scritti, dirigendo spesso manovre rischiose ed ottenendo la vittoria di fronte a una sconfitta data ormai quasi per certa. Da teorico, la sua devozione al campo della cautela gli procurò delle critiche anche dal contemporaneo Carl von Clausewitz che ne contestò la rigidità dei movimenti e l'estrema aderenza a una strategia meramente geografica.

## Biografia

### I primi anni

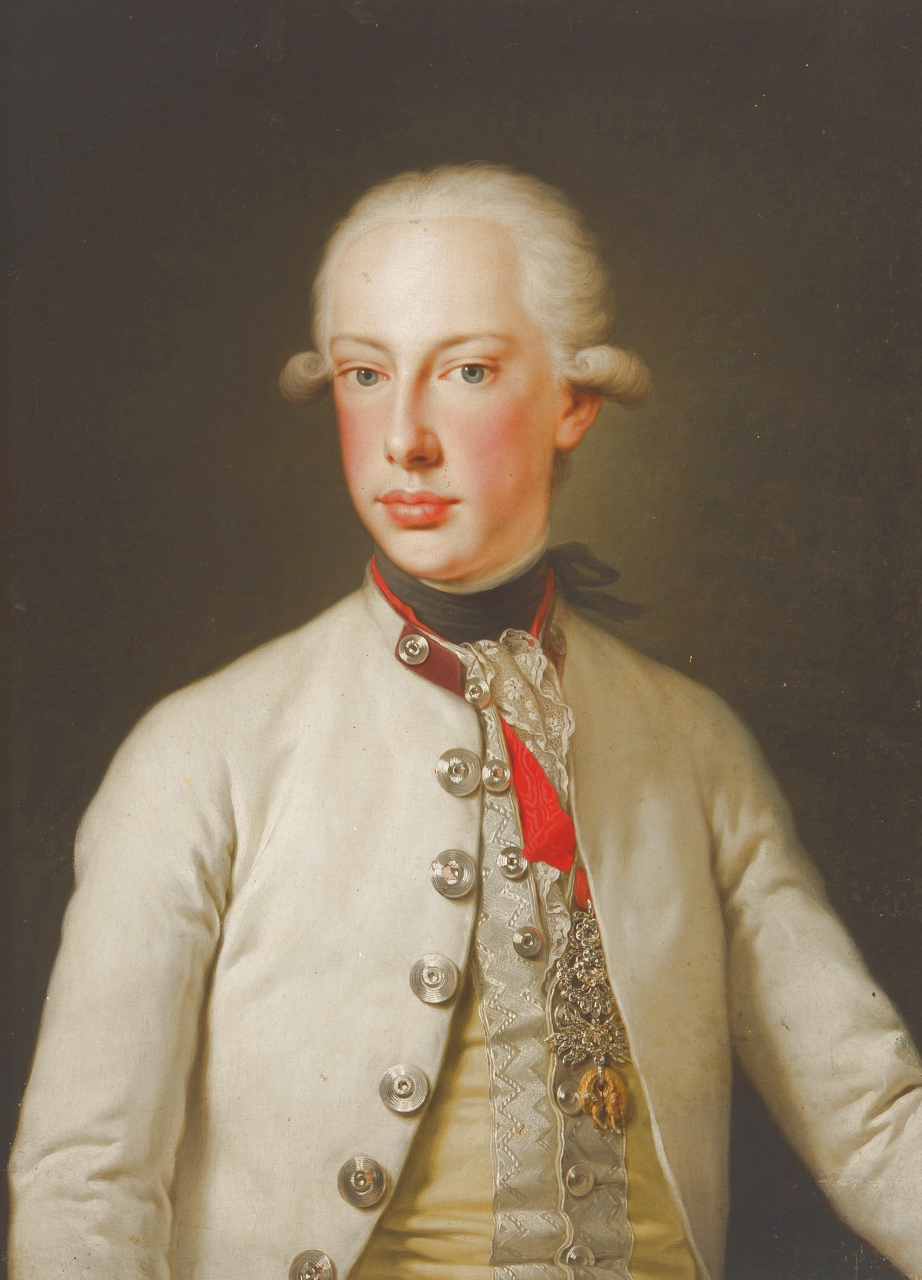
Ritratto giovanile dell'arciduca Carlo

Nato a Firenze nel 1771 come terzogenito, il padre di Carlo era il granduca Pietro Leopoldo di Toscana della dinastia degli Asburgo-Lorena (futuro imperatore), mentre sua madre era l'Infanta di Spagna Maria Ludovica di Borbone-Spagna (1745-1792), figlia del re Carlo III di Spagna. Suo zio paterno era l'imperatore Giuseppe II, mentre sua nonna paterna era la celebre imperatrice Maria Teresa d'Austria. Il suo fratello primogenito fu l'imperatore Francesco II del Sacro Romano Impero, il secondogenito  il granduca di Toscana Ferdinando III.
Inizialmente destinato alla carriera ecclesiastica a causa delle salute malferma, minata da frequenti crisi epilettiche, manifestò ben presto uno spiccato interesse per la vita militare e i fatti d'arme.
Nel 1792, dopo la morte prematura dei suoi genitori, fu adottato da sua zia l'arciduchessa Maria Cristina e dal di lei marito Alberto di Sassonia-Teschen, coppia priva di figli, che favorirono le sue inclinazioni e lo resero erede del loro immenso patrimonio, fra cui il celebre palazzo di Vienna. Assunse pertanto da allora il cognome di Asburgo-Teschen che ebbe poi il privilegio di trasmettere ai suoi eredi.

### La prima coalizione

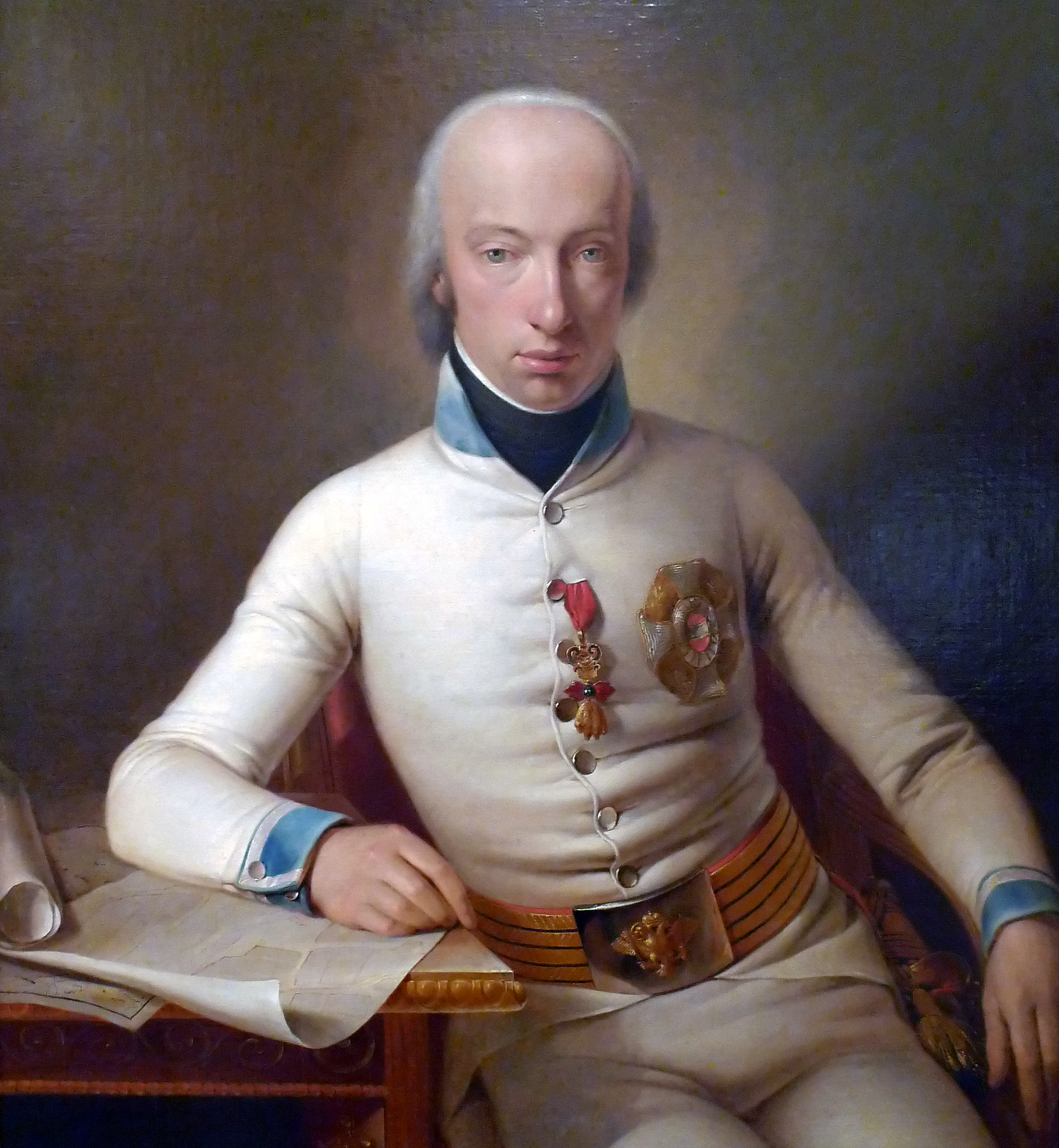
Ritratto dell'arciduca Carlo nelle vesti di comandante militare nel 1800

Carlo trascorse la sua giovinezza tra la Toscana, Vienna ed i Paesi Bassi austriaci da dove effettivamente iniziò il proprio servizio militare a favore dell'Impero. Con lo scoppio della Rivoluzione francese, infatti, egli ottenne da subito il comando di una brigata di fanteria con cui prese parte alla battaglia di Jemappes (1792) e l'anno successivo ebbe modo di distinguersi dapprima nell'azione di Aldenhoven ed il 18 marzo 1793 partecipò alla battaglia di Neerwinden (1793). Il 10 maggio dello stesso anno venne sconfitto dal generale francese Moreau a Ettlingen e il 14 luglio a Rastatt.
Nel periodo 1793/1794 fu governatore generale per l'Austria dei Paesi Bassi, perdendo l'incarico quando i francesi occuparono tale territorio. In quell'anno ottenne anche il rango di Feldmaresciallo Luogotenente e poco dopo divenne Feldzeugmeister, grado con cui prese partre alla battaglia di Fleurus del 1794.
Dal 1796 al 1800 fu comandante in capo delle armate dell'esercito austriaco in Germania, in Svizzera e nel Nord Italia. Il 19 settembre 1796 sconfisse ad Altenkirchen il generale francese Jourdan, costringendolo a riattraversare il Reno. Sconfisse anche il generale Moreau nella Battaglia di Emmendingen nell'ottobre di quello stesso anno, distinguendosi così come uno dei migliori ufficiali sul campo dell'epoca in tutta Europa. Nel 1797 venne inviato ad arrestare la vittoriosa marcia del generale Napoleone Bonaparte in Italia ma venne costretto a limitarsi ad organizzare la ritirata degli austriaci, operazione che ad ogni modo condusse con estrema professionalità grazie alle proprie doti.

### La seconda coalizione
Nella campagna militare del 1799, l'arciduca si trovò ancora una volta contrapposto al generale Jourdan che era entrato in Germania al comando dell'Armata del Danubio. Carlo sconfisse i francesi nelle battaglie di Ostrach e Stockach, dopo il suo successo nell'invasione Svizzera, e sconfisse anche il generale Massena nella prima battaglia di Zurigo. Dopo questi fatti rientrò in Germania e respinse le truppe francesi ancora una volta sul Reno a Manneheim. Dopo la sconfitta dei russi a Zurigo, si limitò a svolgere un compito difensivo, sorvegliando l'armata del Reno senza prendere realmente iniziativa. 
Ad inizio 1800, dopo l'ascesa al potere di Napoleone come Primo Console, Carlo, che aveva già saggiato le capacità militari del francese in Italia ed era scettico sulle reali possibilità di vittoria della propria nazione, consigliò di accettare le sue proposte di pace. Tuttavia, l'imperatore, suo fratello, decise di ignorare il suo consiglio e di ascoltare l'opinione del Consiglio aulico di Vienna, che si oppose fermamente, valutando che la Francia non sarebbe riuscita a vincere la guerra. Più o meno nello stesso periodo, forse a causa di una malattia o più probabilmente per la sua posizione riguardante la proposta di pace, fu allontanato dall'esercito e inviato in Boemia. Il comando dell'armata austriaca in Germania fu affidata al generale Paul Kray. L'intuizione di Carlo si rivelò corretta: prima Napoleone sconfisse von Melas a Marengo e poi, sei mesi dopo, Moreau fece lo stesso ad Hohenlinden con l'Arciduca Giovanni.
La sua popolarità, ad ogni modo, era al proprio apogeo tanto che la Dieta imperiale, riunitasi a Ratisbona nel 1802, votò per erigergli una statua e concedergli il titolo di "Salvatore della Patria", onori che Carlo rifiutò entrambi.

### La terza coalizione
Dal 1801 al 1809 presiedette il Consiglio Aulico e, supportato dalla propria figura militare, si dedicò alla riorganizzazione dell'esercito imperiale, provvedendo a svecchiare una serie di consuetudini ormai considerate obsolete e consentendo l'abolizione del servizio militare inteso come mestiere vero e proprio e provvedendo al suo posto all'istituzione del servizio di leva, della difesa territoriale (1808) e dei corpi d'armata: provvedette inoltre al miglioramento dell'artiglieria, dal punto di vista sia della dotazione di mezzi sia dell'addestramento. Nel 1801 divenne anche Gran Maestro dell'Ordine Teutonico.
Nel corso della guerra, si occupò del fronte italiano, opponendosi al generale Massena. Subito dopo la battaglia di Austerlitz (1805) fu nominato Generalissimo dal fratello imperatore.

### La quinta coalizione

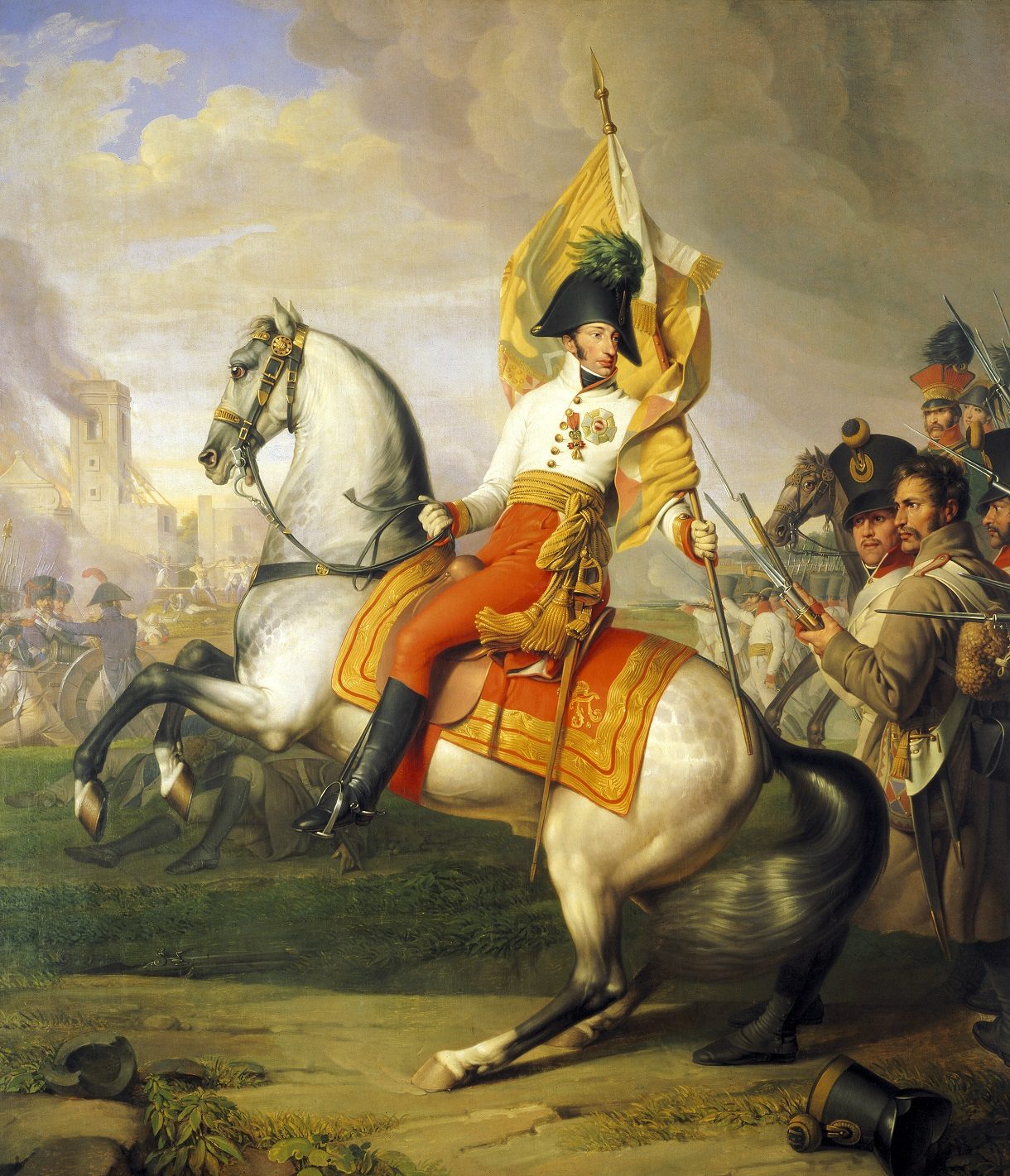
L'arciduca Carlo nella Battaglia di Aspern-Essling, ritratto di Johann Peter Krafft.

Contrario all'entrata in guerra dell'Austria, che non riteneva ancora preparata militarmente ad affrontare Napoleone, fu chiamato "capo del partito della pace", ma non riuscì a dissuadere il fratello dall'entrare in guerra con la coalizione. Così si trovò a capo dell'offensiva contro i francesi il 9 aprile 1809.
Nella prima fase della guerra, l'arciduca passò all'offensiva in Baviera ma in pochi giorni Napoleone assunse il comando delle truppe francesi e con una serie di abili manovre disgregò e sconfisse ripetutamente l'esercito austriaco. L'arciduca non fu in grado di contrastare il nemico, si trovò in grave difficoltà e alla battaglia di Eckmühl in aprile rischiò di essere accerchiato.
Colpito dalle manovre di Napoleone, scrisse lui personalmente, complimentandosi e proponendo se stesso come mediatore per la pace tra Austria e Francia. Napoleone, assolutamente convinto della sconfitta austriaca, non rispose a tale appello.
Egli riuscì tuttavia a ripiegare in due gruppi verso est, abbandonando Vienna. In maggio l'arciduca riuscì a respingere un primo tentativo di Napoleone di superare il Danubio nella battaglia di Aspern-Essling, ma venne poi definitivamente sconfitto dall'imperatore nella battaglia di Wagram (5-6 luglio 1809); il 12 luglio riuscì a concludere l'armistizio a Znaim. L'imperatore Francesco gli tolse avventatamente il comando il 18 luglio.

### Gli ultimi anni
Quando l'Austria si unì ai suoi alleati nel corso della Sesta Coalizione, Carlo non ottenne alcun comando e l'incarico di comandante in capo delle forze austriache passò al principe di Schwarzenberg. Carlo decise così di ritirarsi a vita privata nel castello di Weilburg nel Baden, ad eccezione dell'anno 1815 quando venne nominato governatore della fortezza di Magonza. Durante questo periodo di ritiro, si dedicò alla scrittura in ambito militare e per questo ancora oggi è considerato uno dei migliori autori di letteratura militare del XIX secolo.
Nel 1822 succedette al padre adottivo nella reggenza del Ducato di Teschen.
Carlo morì a Vienna il 30 aprile 1847. È sepolto nella tomba n. 122 della Cripta Imperiale di Vienna. Una statua equestre in suo onore è stata eretta nella Heldenplatz di Vienna nel 1860.

## Il giudizio storico e militare
La cautela con cui l'arciduca condusse la sua riforma dell'esercito austriaco durante gli anni della sua presidenza del Consiglio Aulico di stato, unitamente alle sue indiscusse capacità militari che furono chiaramente visibili sul campo ed alla sua popolarità in patria come all'estero, contribuirono a fare di Carlo d'Asburgo-Teschen una delle figure più importanti della storia militare austriaca d'inizio Ottocento e del periodo delle Guerre Napoleoniche.
Secondo l'Encyclopedia Britannica (11ª edizione) la sua campagna militare condotta nel 1796 è considerata essere quella migliore sotto l'aspetto militare per la sua figura. Con la medesima forza fu in grado di sostenere le sconfitte del 1809 in parte per l'evidente superiorità numerica dei francesi e dei loro alleati, ed in parte per le condizioni delle truppe austriache da lui da poco riorganizzate.
Come scrittore militare, la sua posizione nell'evoluzione dell'arte della guerra è considerata particolarmente rilevante. Nei suoi scritti, in più punti, viene ripetuto il consiglio militare di non commettere azzardi e di mantenere la propria armata completamente al sicuro per quanto possibile, strategia che egli stesso applicò con straordinari risultati nella campagna del 1796. Egli evidenziò come il punto strategico fondamentale di una battaglia non sia da considerarsi la sconfitta dell'esercito avversario, ma il concepire che la vittoria dell'avversario possa rappresentare in un modo o nell'altro una minaccia alla sicurezza del proprio paese e pertanto questa massima deve essere sempre presente nella tesa del generale in comando di un'operazione.
L'efficienza delle nuove strategie introdotte dall'arciduca si vide chiaramente anche molti anni dopo la morte dell'arciduca stesso, nella battaglia di Königgrätz del 1866 come pure nella battaglia di Montebello del 1859.
Sul campo di battaglia, l'arciduca Carlo ebbe competenze militari comparabili a quelle del duca di Wellington per gli inglesi. Il fatto che Wellington abbia ottenuto maggiore popolarità, va probabilmente ricercato nel fatto che egli si scontrò nel celebre faccia a faccia con Napoleone a Waterloo, la battaglia "che salvò l'Europa" e che per di più fu a capo di un'intera coalizione alleata. Al contrario, l'arciduca Carlo si scontrò più volte con Napoleone ma la sua pur utile tattica e la fervida immaginazione sul campo si dimostrarono insufficienti a battere decisivamente Napoleone. Con tutto ciò, Carlo può essere compreso a giusto merito nel pantheon dei personaggi famosi dell'epoca napoleonica assieme a Napoleone, al generale Louis Nicolas Davout, al principe Karl Philipp Schwarzenberg, al generale russo Aleksandr Suvorov, al generale prussiano Gebhard Leberecht von Blücher ed al già menzionato duca di Wellington.

### La creazione dello staff dell'esercito
Quando Karl Mack von Leiberich divenne capo dello staff dell'esercito sotto il comando del principe Giosia di Sassonia-Coburgo-Saalfeld nei Paesi Bassi, egli distribuì le Instruktionspunkte fur die gesamte Herren Generals, un documento dove, in 19 punti, veniva descritto il ruolo degli ufficiali dello staff. Nel 1796, l'arciduca Carlo approfondì questa tematica pubblicando le Observationspunkte scritte di suo pugno al punto che il suo capo dello staff scrisse: “Sua Eccellenza si concentra nel considerare tutte le possibilità correlate alle operazioni e non semplicemente allo svolgimento delle operazioni”.

## Matrimonio e figli
Dopo il Congresso di Vienna sposò la principessa di religione protestante Enrichetta di Nassau-Weilburg (17 settembre 1815). Fu un matrimonio felice nonostante la differente fede e ne nacquero sette figli. La moglie morì il 29 dicembre 1829 di scarlattina all'età di soli 32 anni. 
Dalla propria moglie, Carlo d'Austria-Teschen ebbe i seguenti eredi:
- Maria Teresa Isabella (1816 – 1867), Regina delle Due Sicilie come seconda moglie di Ferdinando II delle Due Sicilie;
- Alberto Federico Rodolfo (1817 – 1895), il vincitore degli Italiani a Custoza;
- Carlo Ferdinando (1818 – 1874), sposò Elisabetta Francesca d'Asburgo-Lorena;
- Federico Ferdinando (1821 – 1847);
- Rodolfo Francesco (1822);
- Maria Carolina (1825 – 1915), sposò Ranieri Ferdinando d'Asburgo-Lorena;
- Guglielmo (1827 – 1894), Gran Maestro dell'Ordine Teutonico.

### Pubblicazioni
Carlo d'Asburgo-Teschen fu, come si è detto, anche importante teorico e scrittore militare, pubblicando nella sua carriera alcune opere sul tema:
- Principi di strategia, Vienna, 1814
- La campagna di Germania e di Svizzera nel 1799, Vienna, 1819

## Ascendenza
|                                  |                     |                                               | Genitori                                     |  |  | Nonni |  |  | Bisnonni           |  |  | Trisnonni         |  |
|                                  |                     |                                               |                                              |  |  |       |  |  | Leopoldo di Lorena |  |  | Carlo V di Lorena |  |
|                                  |                     |                                               |                                              |  |  |       |  |  | Leopoldo di Lorena |  |  | Carlo V di Lorena |  |
|                                  |                     | Eleonora Maria Giuseppina d'Austria           |                                              |  |  |       |  |  | Leopoldo di Lorena |  |  |                   |  |
| Francesco I di Lorena            |                     |                                               |                                              |  |  |       |  |  | Leopoldo di Lorena |  |  |                   |  |
|                                  |                     | Elisabetta Carlotta di Borbone-Orléans        | Filippo I di Borbone-Orléans                 |  |  |       |  |  |                    |  |  |                   |  |
|                                  |                     | Elisabetta Carlotta di Borbone-Orléans        | Filippo I di Borbone-Orléans                 |  |  |       |  |  |                    |  |  |                   |  |
|                                  |                     | Elisabetta Carlotta di Borbone-Orléans        | Elisabetta Carlotta di Baviera               |  |  |       |  |  |                    |  |  |                   |  |
| Leopoldo II d'Asburgo-Lorena     |                     | Elisabetta Carlotta di Borbone-Orléans        |                                              |  |  |       |  |  |                    |  |  |                   |  |
|                                  |                     | Carlo VI d'Asburgo                            | Leopoldo I d'Asburgo                         |  |  |       |  |  |                    |  |  |                   |  |
|                                  |                     | Carlo VI d'Asburgo                            | Leopoldo I d'Asburgo                         |  |  |       |  |  |                    |  |  |                   |  |
|                                  |                     | Carlo VI d'Asburgo                            | Eleonora del Palatinato-Neuburg              |  |  |       |  |  |                    |  |  |                   |  |
| Maria Teresa d'Austria           |                     | Carlo VI d'Asburgo                            |                                              |  |  |       |  |  |                    |  |  |                   |  |
|                                  |                     | Elisabetta Cristina di Brunswick-Wolfenbüttel | Luigi Rodolfo di Brunswick-Lüneburg          |  |  |       |  |  |                    |  |  |                   |  |
|                                  |                     | Elisabetta Cristina di Brunswick-Wolfenbüttel | Luigi Rodolfo di Brunswick-Lüneburg          |  |  |       |  |  |                    |  |  |                   |  |
|                                  |                     | Elisabetta Cristina di Brunswick-Wolfenbüttel | Cristina Luisa di Oettingen-Oettingen        |  |  |       |  |  |                    |  |  |                   |  |
| Carlo d'Asburgo-Teschen          |                     | Elisabetta Cristina di Brunswick-Wolfenbüttel |                                              |  |  |       |  |  |                    |  |  |                   |  |
|                                  | Filippo V di Spagna | Luigi, il Gran Delfino                        |                                              |  |  |       |  |  |                    |  |  |                   |  |
|                                  | Filippo V di Spagna | Luigi, il Gran Delfino                        |                                              |  |  |       |  |  |                    |  |  |                   |  |
|                                  | Filippo V di Spagna | Maria Anna di Baviera                         |                                              |  |  |       |  |  |                    |  |  |                   |  |
| Carlo III di Spagna              | Filippo V di Spagna |                                               |                                              |  |  |       |  |  |                    |  |  |                   |  |
|                                  |                     | Elisabetta Farnese                            | Odoardo II Farnese                           |  |  |       |  |  |                    |  |  |                   |  |
|                                  |                     | Elisabetta Farnese                            | Odoardo II Farnese                           |  |  |       |  |  |                    |  |  |                   |  |
|                                  |                     | Elisabetta Farnese                            | Dorotea Sofia di Neuburg                     |  |  |       |  |  |                    |  |  |                   |  |
| Maria Ludovica di Borbone-Spagna |                     | Elisabetta Farnese                            |                                              |  |  |       |  |  |                    |  |  |                   |  |
|                                  |                     | Augusto III di Polonia                        | Augusto II di Polonia                        |  |  |       |  |  |                    |  |  |                   |  |
|                                  |                     | Augusto III di Polonia                        | Augusto II di Polonia                        |  |  |       |  |  |                    |  |  |                   |  |
|                                  |                     | Augusto III di Polonia                        | Cristiana Eberardina di Brandeburgo-Bayreuth |  |  |       |  |  |                    |  |  |                   |  |
| Maria Amalia di Sassonia         |                     | Augusto III di Polonia                        |                                              |  |  |       |  |  |                    |  |  |                   |  |
|                                  |                     | Maria Giuseppa d'Austria                      | Giuseppe I d'Asburgo                         |  |  |       |  |  |                    |  |  |                   |  |
|                                  |                     | Maria Giuseppa d'Austria                      | Giuseppe I d'Asburgo                         |  |  |       |  |  |                    |  |  |                   |  |
|                                  |                     | Maria Giuseppa d'Austria                      | Guglielmina Amalia di Brunswick-Lüneburg     |  |  |       |  |  |                    |  |  |                   |  |
|                                  |                     | Maria Giuseppa d'Austria                      |                                              |  |  |       |  |  |                    |  |  |                   |  |